# Прудок (Гомельский район)
Прудок (бел. Прудо́к) — посёлок в Гомельском районе Гомельской области Республики Беларусь. В составе Поколюбичского сельсовета.

## География
Прилегает к Гомелю со стороны Волотовы. Ближайший населённый пункт Поколюбичи.

### Транспортная сеть
Пролегают автомобильная дорога Р-30, железная дорога.

## История
С 1909 года в Гомельской волости Гомельского уезда Могилёвской губернии Российской империи.

## Население

### Численность
- 2009 год — 44 жителей

### Динамика
- 1909 год — 1 143 жителей, 209 дворов[2]
- 1999 год — 59 жителей (перепись населения)
- 2009 год — 44 жителей (перепись населения)[2]

## Улицы
- Крупской